# Conopomorpha cramerella
Conopomorpha cramerella är en fjärilsart som först beskrevs av Pieter Cornelius Tobias Snellen 1904.  Conopomorpha cramerella ingår i släktet Conopomorpha och familjen styltmalar.
Artens utbredningsområde är:
- Papua Nya Guinea.
- Filippinerna.
- Samoa.
- Saudiarabien.
- Sri Lanka.
- Taiwan.
- Thailand.
- Vanuatu.
- Vietnam.

Inga underarter finns listade i Catalogue of Life.